# Miss Pakistan
Miss Pakistan è un concorso di bellezza che si tiene a Mississauga nell'Ontario. Le concorrenti del concorso sono donne di origini pakistane provenienti dal Pakistan, dagli Stati Uniti, dal Canada e dal Regno Unito. La vincitrice del concorso rappresenta il Pakistan a Miss Terra ed altri eventi.
Fondato nel 2002 dall'imprenditrice di Toronto Sonia Ahmed, nel primo anno il concorso è stato chiamato Miss Canada Pakistan, e si tenne in Canada, dato che un concorso di bellezza in Pakistan avrebbe causato gravi problemi e messo a repentaglio la vita delle sue partecipanti. Secondo quanto dichiarato da Sonia Ahmed, "Il lento movimento di cambiamento in Pakistan per rendere maggiormente libere le donne proibisce che eventi simili vengano svolti sul suolo pakistano."
In effetti il concorso è stato aspramente criticato dalla femminista pakistana Amna Buttar del Network Against Abuse of Human Rights, che in una email scritta al New York Times ha scritto: "In Pakistan, noi stiamo tentando di gettare le basi per i diritti per le donne: diritto di sposarsi, diritto di divorziare, pari opportunità sul lavoro e sull'educazione, ed argomenti come "Miss Pakistan" creano problemi a questo movimento. Una giovane donna media pakistana non vuole indossare bikini in pubblico, e per lei l'importante è avere uguali opportunità e la sua concentrazione è rivolta su ciò, e non su un concorso a cui può accedere solo l'élite."
Il concorso è stato duramente criticato anche per essersi tenuto nel mese del ramadan e appena tre settimane dopo l'inondazione che ha colpito la nazione.
Nel 2006 è stato creato Mrs. Pakistan World, per le donne sposate.

## Albo d'oro
- 2003 – Zehra Sheerazi (Karachi, Sindh)
- 2004 – Batool Cheema (Gujrat, Punjab)
- 2005 – Naomi Zaman (Lahore, Punjab)
- 2006 – Sehr Mahmood (Karachi, Sindh)
- 2007 – Mahleej Sarkari (Bakhshapur, Balochistan)
- 2008 – Natasha Paracha (Islamabad, Punjab)
- 2009 – Ayesha Gilani (Lahore, Punjab)
- 2010 – Annie Rupani (Karachi, Sindh)